# Futagawa-juku

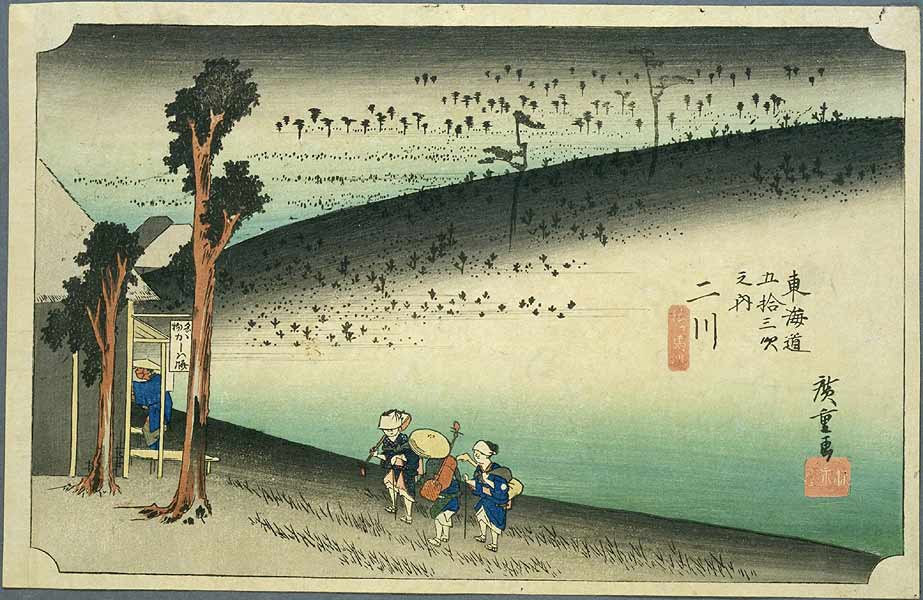
Futagawa-juku dans les années 1830, estampe de Hiroshige de la série les Cinquante-trois Stations du Tōkaidō.

Futagawa-juku (二川宿, Futagawa-juku) était la trente-troisième des cinquante-trois stations de la route du Tōkaidō. Elle est située dans la ville de Toyohashi, préfecture d'Aichi au Japon. C'était la plus orientale des stations de la route situées dans la province de Mikawa.

## Histoire
La shukuba Futagawa-juku fut établie en 1601 quand deux villages, Futagawa (二川村, Futagawa-mura) et Ōiwa (大岩村, Ōiwa-mura), dans le district Atsumi de la province de Mikawa furent désignés pour s'occuper des voyageurs. Mais comme les villes étaient assez petites et séparées seulement de 1,3 km, l'organisation originelle ne dura pas longtemps. En 1644, le shogunat Tokugawa déplaça plus à l'ouest le village de Futagawa et plus à l'est le village d'Ōiwa avant de rétablir la station au nouvel emplacement de Futagawa. Un ai no shuku fut construit à Ōiwa.
Futagawa-juku se trouvait approximativement à 283 km du Nihonbashi d'Edo, le point de départ du Tōkaidō. Par ailleurs, elle se trouvait à 5,8 km de Shirasuka-juku à l'est et à 6,1 km de Yoshida-juku à l'ouest. Futagawa-juku elle-même s'étendait sur environ 1,3 km le long de la route et possédait une honjin, une waki-honjin et environ 30 hatago. La honjin fut détruite de nombreuses fois par des incendies mais toujours reconstruite après. La honjin qui existait après l'ère Meiji fut reconstruite en 1988 pour devenir un musée d'archives.
L'estampe classique ukiyoe d'Ando Hiroshige (édition Hoeido) de 1831-1834 montre un paysage assez désolé avec des personnages à l'air fatigué s'approchant d'une maison de thé isolée. 
Durant la période Meiji, quand furent posées les voies de la ligne de chemin de fer, celle-ci traversait la ville mais il n'y avait pas de gare. Après avoir compris l'intérêt du chemin de fer, la ville demanda une gare et c'est ainsi que fut finalement construite la gare de Futagawa entre Futagawa et Ōiwa. Comme la gare a été bâtie un peu à l'écart de Futagawa, il existe encore des restes de la ville-étape de la période Edo à deux 2 km de la gare.

## Stations voisines
Tōkaidō
Shirasuka-juku – Futagawa-juku – Yoshida-juku